# Isoetes jamaicensis
Isoetes jamaicensis är en kärlväxtart som beskrevs av Hickey. Isoetes jamaicensis ingår i släktet braxengräs, och familjen Isoetaceae. Inga underarter finns listade i Catalogue of Life.